# 烏斯季阿爾丹區

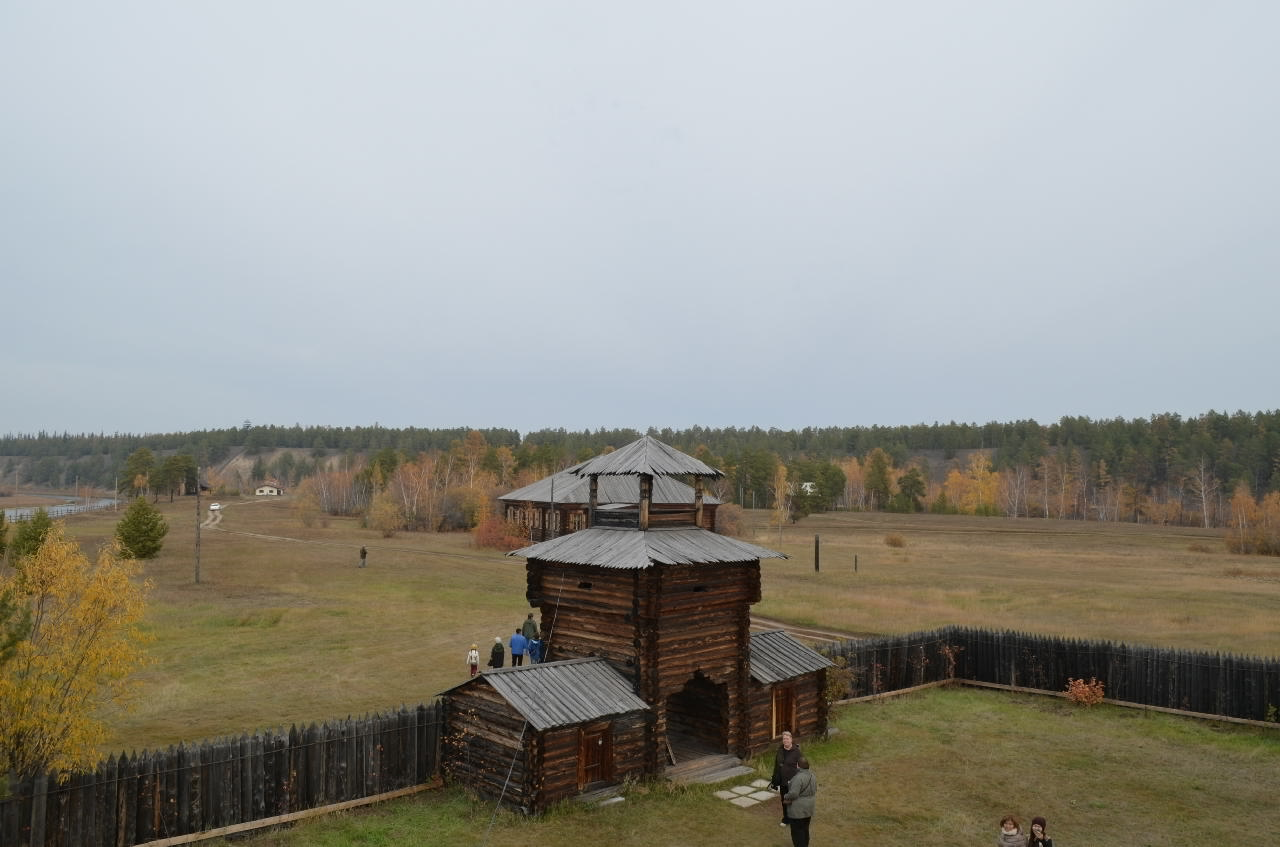

58°40′N 125°21′E / 58.667°N 125.350°E
烏斯季阿爾丹區（俄语：Усть-Алданский улус），是俄羅斯的一個區，位於該國東部，由薩哈共和國負責管轄，始建於1930年1月9日，面積18,300平方公里，2010年人口22,155，人口密度每平方公里1.21入。